# Leon Thijssen
Leon Thijssen (Sevenum), 15 januari 1968) is een Nederlandse springruiter.
Zijn eerste internationale wedstrijd won hij in 2000 op de Grand Prix meeting in Vilamoura met zijn paard Hickory. Een jaar later won hij in Madrid de Super League meeting met Hot Shot. Het duurde tot 2004 voordat hij weer op een internationaal podium zou staan. Ditmaal werd hij tweede in Birmingham en derde in Zuidlaren, beide keren op Nairobi. Hij was succesvol bij twee Super League meetings in 2005 met een tweede plaats in Aken en een eerste plaats in Barcelona. 
Thijssen werd door coach Rob Ehrens geselecteerd om Nederland met zijn paard Olaf als reserve te vertegenwoordigen op de Olympische Spelen van 2008 in Peking. Voormalige olympisch kampioenen Jeroen Dubbeldam en Albert Zoer konden wegens blessures niet meedoen aan de Spelen en werden vervangen door Marc Houtzager en Angelique Hoorn. De rest van de Nederlandse equip bestond uit Gerco Schröder en Vincent Voorn.

## Palmares

### Europese kampioenschappen
- 2005: 12e (individueel) en 3e (team) met Nairobi

### Super League/Nations Cup
- 2007: 2e Spruce Meadows met Nairobi
- 2007: 3e Lummen met Olaf
- 2005: 1e Barcelona (Finale) met Nairobi
- 2005: 2e Aken met Nairobi
- 2001: 1e Madrid (Finale) met Hot Shot

### Grote Prijzen
- 2006: 8e Grand Prix Lons le Saunier met Troyes
- 2008: 1e Grand Prix De Steeg met Olaf
- 2007: 6e Grand Prix Londen met Olaf
- 2007: 1e Grand Prix Maastricht met Nairobi
- 2007: 8e Grand Prix Wien met Nairobi
- 2007: 1e Grand Prix Valkenswaard met Nairobi
- 2006: 5e Grand Prix Birmingham met Nairobi
- 2006: 4e Grand Prix Geesteren met Olaf
- 2006: 2e Grand Prix De Steeg met Olaf
- 2006: 1e Grand Prix Madrid met Olaf
- 2005: 7e Grand Prix Zuidlaren met Olaf
- 2005: 5e Grand Prix Leeuwarden met Olaf
- 2005: 8e Grand Prix Eindhoven met Nairobi
- 2004: 8e Grand Prix Maastricht met Nairobi
- 2004: 3e Grand Prix Zuidlaren met Nairobi
- 2004: 2e Grand Prix Birmingham met Nairobi
- 2002: 4e Grand Prix Valkenswaard met Gasaya's La Pomme
- 2000: 1e Grand Prix Vilamoura met Hickory

### Derby
- 2008: 8e Eindhoven met Troyes